# Redován
Redován – gmina w Hiszpanii, w prowincji Alicante, we wspólnocie autonomicznej Walencja, o powierzchni 9,45 km². W 2011 roku liczyła 7554 mieszkańców.